# Protosciaena bathytatos
Protosciaena bathytatos is een straalvinnige vissensoort uit de familie van de ombervissen (Sciaenidae). De wetenschappelijke naam van de soort is voor het eerst geldig gepubliceerd in 1975 door Chao & Miller.